# Chatham (Chicago)
Pour les articles homonymes, voir Chatham.

Situation de Chatham dans la ville de Chicago

Chatham est l'un des 77 secteurs communautaires de la ville de Chicago aux États-Unis.